# Asptagging
Asptagging (Radulodon erikssonii) är en svampart som beskrevs av Ryvarden 1972. Asptagging ingår i släktet Radulodon och familjen Meruliaceae.  Arten är reproducerande i Sverige. Inga underarter finns listade i Catalogue of Life.